# لويز غوتشد
لويز غوتشكد (بالألمانية: Luise Adelgunde Victorie Gottsched) (و. 1713 – 1762 م) هي شاعرة، وكاتِبة، ومترجمة، وكاتبة مسرحية ألمانية، ولدت في غدانسك، توفيت في لايبزيغ، عن عمر يناهز 49 عاماً.